# Château pinardier
Un château pinardier est un château construit ou transformé à la fin du XIXe siècle autour d'un domaine viticole de la plaine biterroise dans un rayon d'environ 25 km autour de Béziers.

## Historique
À la fin du Second Empire apparaît une forte expansion de l'économie viticole du Biterrois qui fait la fortune des grands propriétaires terriens constitués pour la plupart de bourgeois urbains ayant acquis des métairies à la vente des biens nationaux, converties à la monoculture de la vigne.

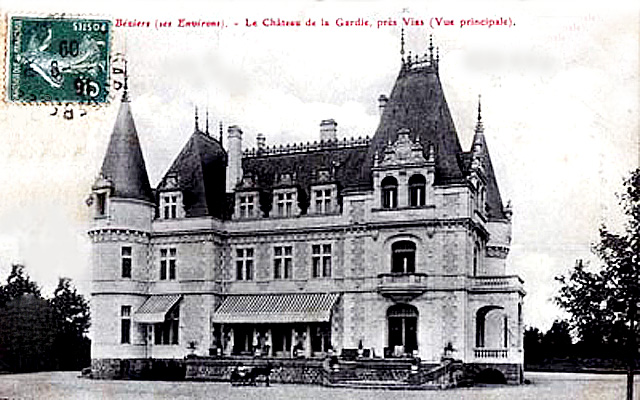
Le château de la Gardie à Vias vers 1905 avant la destruction du toit.

L'ouverture de la ligne de chemin de fer Bordeaux à Sète en 1857 permet d'exporter le vin ou l'alcool produits en masse dans le Biterrois vers toute la France et l'Europe.
Le choix de production de masse avec le cépage aramon s'avère d'autant plus payant lorsque le phylloxéra, introduit accidentellement, s'abat sur le vignoble français d'est en ouest, à partir de 1865. Lorsque ces pucerons parasites atteignent le Biterrois en 1878, la parade est déjà trouvée. Les vignerons ont replantés d'autres plants américains, améliorant encore les rendements. Les vignerons du Bas-Languedoc restent alors les seuls à produire du vin, à hauteur de plus de quatre millions d'hectolitres. Ceci constitue une manne extraordinaire, puisque le prix du vin, produit devenu rare, passe de 10 francs l'hectolitre en 1875 à 41 francs en 1880.
Les propriétaires des domaines font fortune, les mariages et dots unissent les domaines. Les propriétaires construisent alors des demeures dignes de leurs fortunes autour de leur métairie ; ces châteaux sont dits pinardiers.
Les réalisations, ralenties à la fin du siècle et freinées par la crise de 1907, se poursuivent jusqu'à la fin de la Première Guerre mondiale. Le marché diminue alors progressivement empêchant l'entretien des châteaux et surtout des parcs.

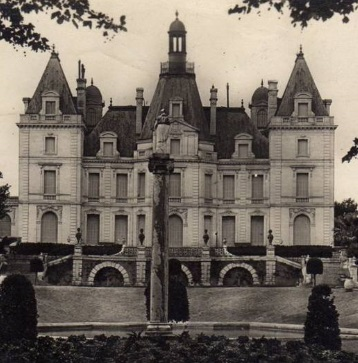
Le château de Terral.

De nos jours, bon nombre de ces châteaux ont été reconvertis en chambres d'hôtes, en restaurants, édifices ou jardins publics. Leur protection progresse depuis les années 1990 à la suite de la prise de conscience de ce patrimoine tombé dans l'oubli. Le château du Terral (Ouveillan dans l'Aude) fait l’objet d’un classement au titre des monuments historiques depuis 2005. Quelques châteaux font l'objet d'une inscription au titre des monuments historiques : le château de Grézan (Laurens) depuis 1993, le château de Libouriac (Béziers) depuis 1995, le château de la Tour (Montady), le château Saint-Bauzille (Béziers) depuis 2007 et le château de La Grange-des-Prés (Pézenas) depuis 2015. D'autres sont recensés à l'Inventaire général du patrimoine culturel depuis 2003 : Saint-Martin-de-Graves et Montpezat (Pézenas).

## Architecture
Les châteaux du Biterrois suivent la tendance architecturale dominante du XIXe siècle, désignée par le terme d'éclectique. À l'image des autres régions de France, les architectes empruntent aux styles « historiques » les formes et les éléments décoratifs suivant à la fois les goûts des propriétaires et les exigences de l'époque.
Ces châteaux sont l’œuvre d’architectes à la mode comme Louis Garros (architecte bordelais), son fils Alexandre Garros ou Léopold Carlier (architecte montpelliérain) mais bien souvent aussi l’œuvre d’architectes inconnus.
Leur architecture reprend des modèles du passé : 
- style néo-gothique, avec volumes dissymétriques, tourelles en poivrière, mâchicoulis, échauguettes ou créneaux : La Devèze et Libouriac (Béziers), Grézan (Laurens), Saint-Pierre-de-Serjac (Puissalicon), La Bastide Neuve et Roueïre (Quarante) ;
- style néo-Renaissance, avec pour modèle les châteaux du bord de Loire : Saint-Martin-de-Grave (Aumes), Le Contrôle (Béziers), Mus (Murviel) et La Gardie (Vias) ou la Renaissance italienne : Sériège (Cruzy) ;
- style néo-Louis XIII, dit « brique et pierre » : La Grange-des-Prés (Pézenas), La Jourdane (Vias) et la commanderie de Preïssan (Ouveillan) ;
- style inspiré de l'architecture parisienne du règne de Louis XIV et de la première moitié du XVIIIe siècle : Caillan (Bessan), Sagnes (Corneilhan), Belles-Eaux (Caux), La Canague Grande (Montady) et Cantaussels-le-Haut (Servian) ;
- ou mélange d'éléments empruntés à diverses époques, caractéristiques du style Second Empire : Saint-Pierre (Montblanc) et La Tour (Montady).

Notamment pour les œuvres de Garros, les intérieurs sont aussi soignés que les façades, l'agencement des pièces est moderne, correspondant au mode de vie « bourgeois » de l'époque. Les dépendances, comme celles réalisées à la Bastide Neuve, sont aussi construites avec qualité.
Le château occupe souvent un lieu anciennement habité : villa gallo-romaine, château médiéval, grange cistercienne (Le Terral), commanderie (Preïssan). La construction du nouveau château se superpose à l’ancienne occupation qui est démolie (Grézan), les anciens bâtiments sont relégués à l’état de dépendances (Sériège), enfin, le château peut s’accoler, remanier ou incorporer les anciens bâtiments.
Le château et ses dépendances viticoles sont entourés par un parc à l'anglaise avec de grands pins d'Alep. Le domaine se situe au milieu des vignes, généralement en contrebas de la colline, à l'abri du vent.
Le parc montre lui-même l'importance du domaine puisqu'il coûte cher en entretien et ampute le domaine viticole souvent de plusieurs hectares. Les propriétaires font appel à des architectes-paysagistes réputés comme les frères Bühler à Hortes (Bessan), Libouriac et Raissac (Béziers), La Grange-des-Prés (Pézenas), Roueïre (Quarante) et La Gardie (Vias) ou Georges Le Breton à Luch (Béziers) et Le Terral (Ouveillan).

## Liste de châteaux pinardiers
Cette liste des domaines par ville représente un échantillon représentatif parmi les quelque deux cents ayant un château pinardier sur une cinquantaine de communes des environs de Béziers.
- Bessan :
  - Caillan ;
  - Castel-Sec ;
  - Hortes, famille Viennet dans les années1860, parc des frères Bühler.

- Béziers :
  - Bayssan-le-Bas, débuté en 1880 ;
  - La Devèze, débuté en 1890, architecte Louis Garros ;
  - La Dragonne ;
  - La Gayonne, architecte Th. Gentil ;
  - Le Contrôle, débuté en 1869 ;
  - Libouriac, architecte Louis Garros ;
  - Luch ;
  - Mercorent ;
  - Raissac, architecte Louis Garros ;
  - Saint-Bauzille ;
  - Saint-Geniès ;
  - Saint-Jean d'Aureilhan ;
  - Vaisseries.

- Capestang :
  - La Provenquière, débuté en 1860.

- Caux :
  - Belles-Eaux, architecte Mr. Laurent.

- Corneilhan :
  - Sagnes, architecte Mr. Duffour.

- Cruzy :
  - Sériège, débuté en 1884, lieu du début des grêves de 1905, restauré entre 1910 et 1920 par Alexandre Garros.

- Laurens :
  - Grézan, architecte Louis Garros.

- Montady :
  - La Canague Neuve ;
  - La Canague Vieille (ou Grande) ;
  - La Tour, architecte Léopold Carlier.

- Montblanc :
  - Saint-Pierre, propriétaire Eugène de Grasset.

- Murviel-lès-Béziers :
  - Mus, débuté en 1848.

- Ouveillan (Aude) :
  - Le Terral, débuté en 1889, architecte Louis et Alexandre Garros ;
  - Commanderie de Preïssan, débuté en 1860.

- Pézenas :
  - La Grange-des-Prés ;
  - Montpezat, débuté en 1880 ;
  - Saint-Martin-de-Graves, construction réalisée par l'architecte Charles Marcadier à partir de 1891[7].

- Pinet :
  - Pinet, propriétaire Ludovic Gaujal, dernier château construit durant cette époque par l'architecte Alexandre Garros en 1911.

- Puissalicon :
  - Saint-Pierre-de-Serjac, architecte Louis Garros.

- Quarante :
  - Roueïre, débuté en 1887, architecte Louis Garros ;
  - Les Pradels ;
  - La Bastide Neuve, débuté en 1886, architecte Louis Garros (renommé aujourd'hui en château les Carrasses).

- Roujan :
  - Sainte-Marthe.

- Servian :
  - Cantaussels-le-Haut ;
  - Le Coussat ;
  - La Grassette ;
  - L'Hermitage de Combas.

- Saint-Thibéry :
  - Nardalhan ;
  - Sainte-Cécile.

- Vendres :
  - La Vistoule.

- Vias :
  - La Gardie, débuté en 1897, architecte Louis Garros ;
  - La Jourdane, restauré par Louis Garros entre 1885 et 1889.

## Carte de châteaux pinardiers dans le Biterrois
| \| Localisation du Biterrois dans l'Hérault \| Béziers Agde Pézenas Saint-Bauzille Libouriac Luch Le Contrôle La Dragonne La Gayonne La Devèze Saint-Jean d'Aureilhan Saint-Geniès Mercorent Vaisseries Raissac Sagnes Bayssan La Tour Grézan Saint-Pierre-de-Serjac Mus Roueïre Sériège Les Pradels Preïssan Le Terral La Provenquière La Bastide La Canague Sainte-Marthe Belles-Eaux Montpezat La Grange-des-Prés Saint-Martin-de-Graves Cantaussels L'Hermitage Combas Le Coussat La Grassette Saint-Pierre Nardalhan Sainte-Cécile Pinet Castel-sec Hortes Caillan La Jourdane La Gardie La Vistoule |
| Localisation du Biterrois dans l'Hérault |

## Galerie

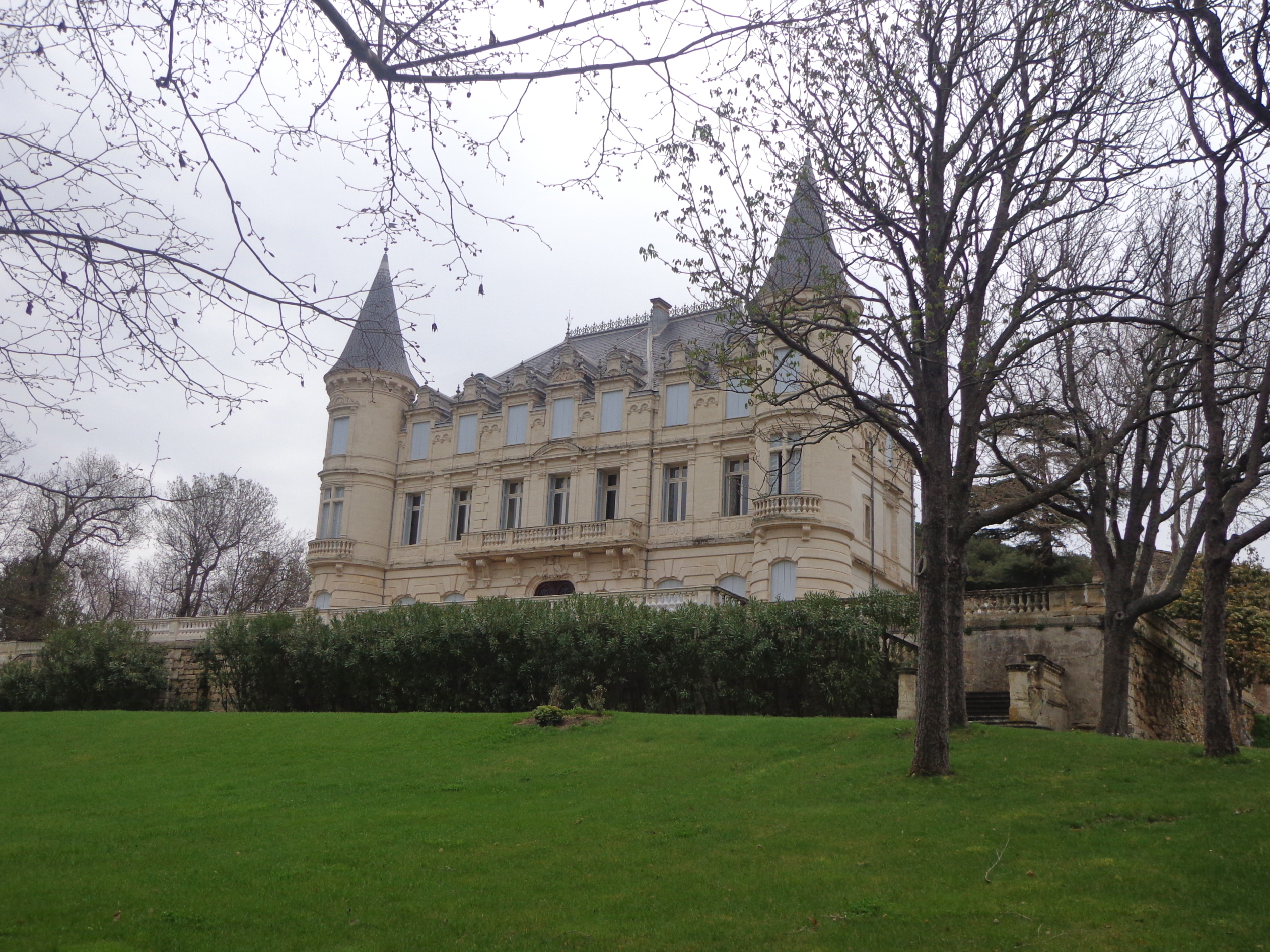
Château de Saint-Martin-de-Graves à Pézenas.
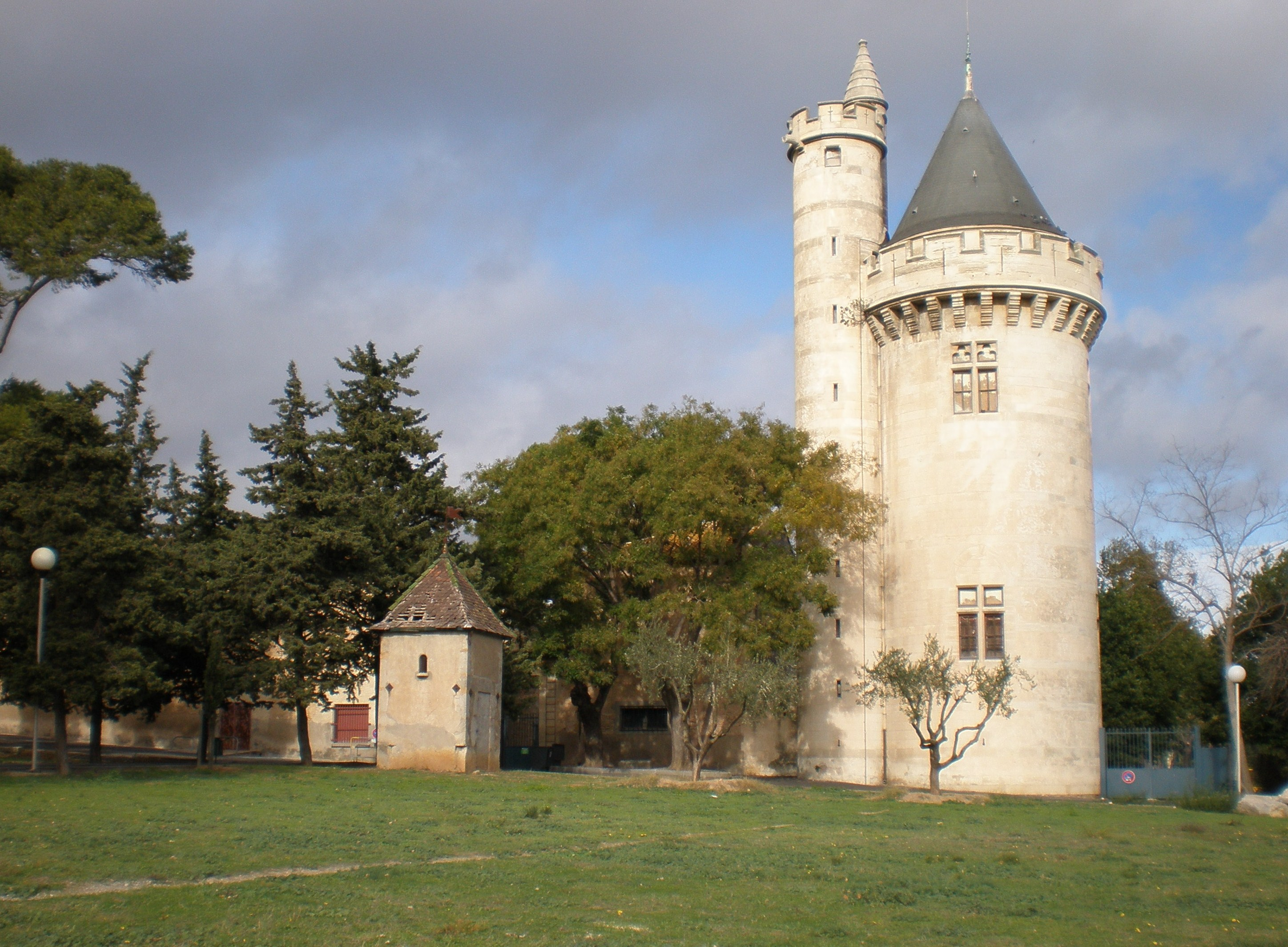
Tour de Saint-Jean d'Aureilhan à Béziers.
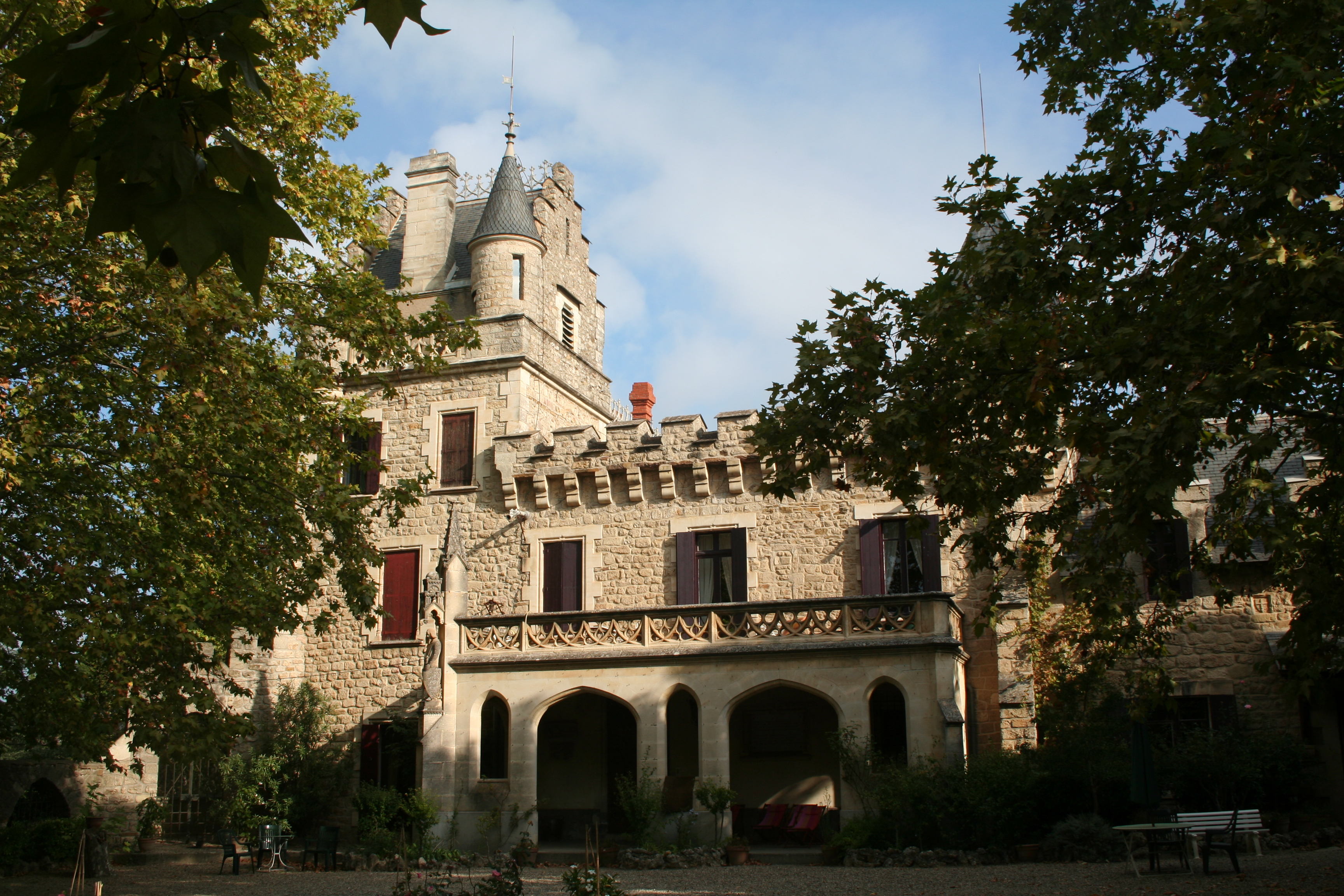
Château de Grézan à Laurens.
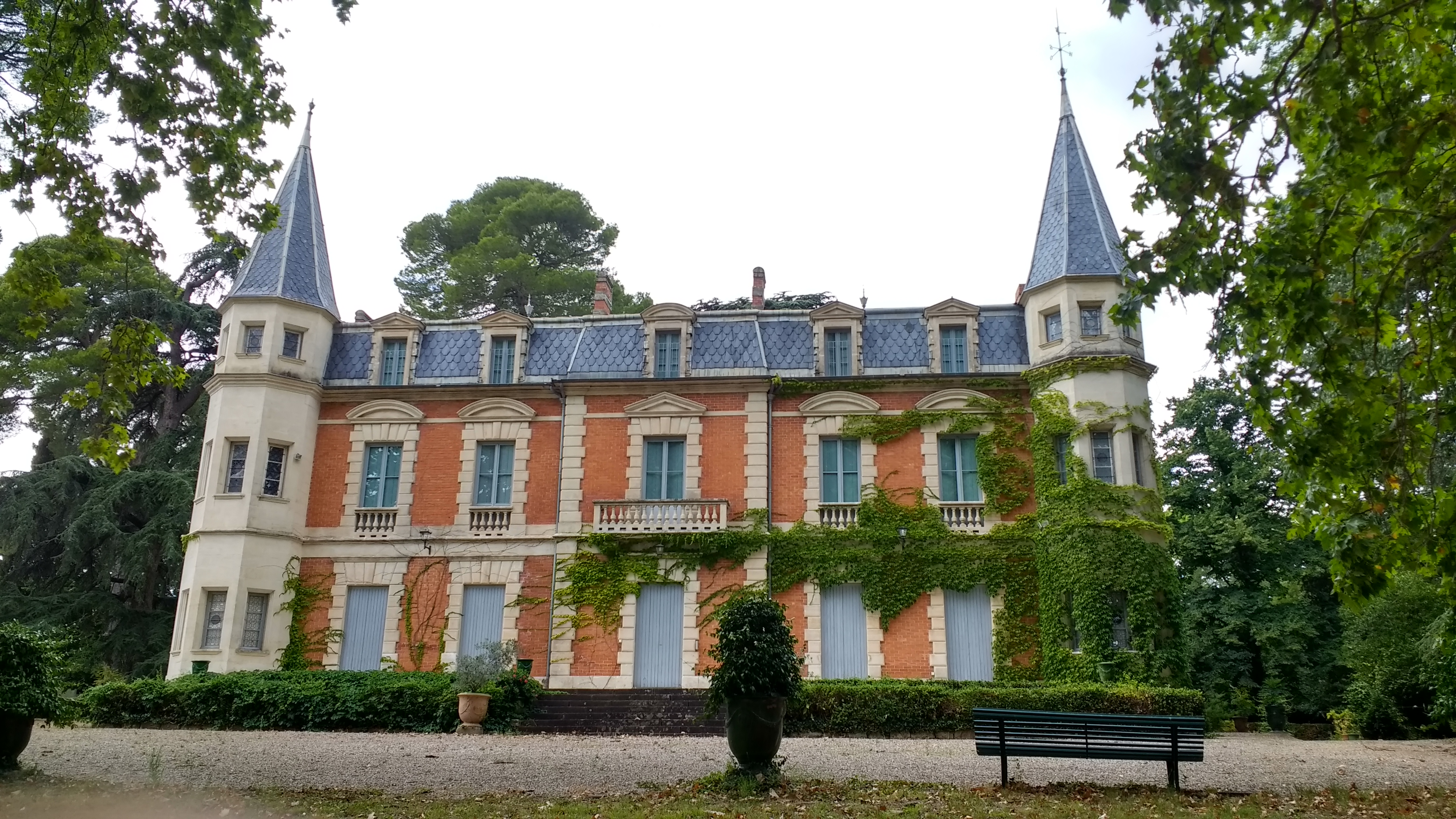
Château de la Grange des Prés à Pézenas.

### Sources
- La Dépêche, Quand le vin avait la couleur de l'or
- Catherine Ferras, Études héraultaise : Un exemple d’éclectisme architectural en Bas-Languedoc : les châteaux du Biterrois, revue 2004, 4
- François Michaud, Parcs et jardins des châteaux du vignoble biterrois du milieu du XIXe siècle à nos jours